# Плейсервілл (Каліфорнія)
Плейсервілл (англ. Placerville) — місто (англ. city) в США, в окрузі Ель-Дорадо штату Каліфорнія. Населення — 10 747 осіб (2020).

## Географія
Плейсервілл розташований за координатами 38°43′50″ пн. ш. 120°47′49″ зх. д. / 38.73056° пн. ш. 120.79694° зх. д. (38.730544, -120.796965).  За даними Бюро перепису населення США в 2010 році місто мало площу 15,05 км², з яких 15,05 км² — суходіл та 0,00 км² — водойми.

## Демографія
Згідно з переписом 2010 року, у місті мешкало 10 389 осіб у 4129 домогосподарствах у складі 2461 родини. Густота населення становила 690 осіб/км².  Було 4541 помешкання (302/км²).
Расовий склад населення:
| - 83,9 % — білих - 1,6 % — корінних американців - 0,9 % — азіатів - 0,8 % — чорних або афроамериканців - 0,1 % — вихідців з тихоокеанських островів - 8,3 % — осіб інших рас |

До двох чи більше рас належало 4,4 %. Частка іспаномовних становила 17,9 % від усіх жителів.
За віковим діапазоном населення розподілялося таким чином: 21,9 % — особи молодші 18 років, 60,4 % — особи у віці 18—64 років, 17,7 % — особи у віці 65 років та старші. Медіана віку мешканця становила 40,4 року. На 100 осіб жіночої статі у місті припадало 90,3 чоловіків;  на 100 жінок у віці від 18 років та старших — 86,9 чоловіків також старших 18 років.
Середній дохід на одне домашнє господарство  становив 62 720 доларів США (медіана — 45 788), а середній дохід на одну сім'ю — 80 035 доларів (медіана — 54 643). Медіана доходів становила 50 417 доларів для чоловіків та 38 164 долари для жінок. За межею бідності перебувало 18,5 % осіб, у тому числі 29,5 % дітей у віці до 18 років та 13,6 % осіб у віці 65 років та старших.
Цивільне працевлаштоване населення становило 4034 особи. Основні галузі зайнятості: освіта, охорона здоров'я та соціальна допомога — 22,3 %, будівництво — 12,4 %, роздрібна торгівля — 11,8 %, науковці, спеціалісти, менеджери — 11,8 %.